# Koila (Viru-Nigula)
Koila – wieś w Estonii, w prowincji Virumaa Zachodnia, w gminie Viru-Nigula.